# Nie ufajcie Jarząbkowi
Nie ufajcie Jarząbkowi – singel promujący drugą płytę Łony Nic dziwnego wydany w 2004 roku przez Asfalt Records.
Utwór nawiązuje do postaci Wacława Jarząbka z filmu Miś z 1980 roku. Filmowy Jarząbek jest trenerem klubu sportowego "Tęcza". W jednej ze scen śpiewa on piosenkę na cześć prezesa klubu.

## Lista utworów
1. Nie ufajcie Jarząbkowi (Radio Edit)
2. Nie ufajcie Jarząbkowi (Album)
3. Nie ufajcie Jarząbkowi (Instrumental)
4. Nie ufajcie Jarząbkowi (A Capella)
5. Nie ufajcie Jarząbkowi (Clip Video)